# Люрик
Лю́рик, ма́лая гага́рка (лат. Alle alle) — небольшой вид птиц из семейства чистиковых (Alcidae), единственный представитель рода Alle. Делится на два подвида, гнездящихся на различных островах Арктики. Первый из них, A. a. alle, встречается в Гренландии, на Шпицбергене и на Новой Земле, в то время как другой подвид под названием A. a. polaris гнездится на Земле Франца-Иосифа.

## Внешний вид
Величина люриков составляет около 20 см, а размах крыльев — около 35 см. Они примерно в два раза меньше, чем атлантический тупик (Fratercula arctica). У взрослых особей голова, шея, спина и крылья чёрного цвета, а живот белый. Хвост у них существует лишь в сильно редуцированной форме. Зимой белой становится и нижняя часть морды.

## Поведение
Полёт люрика обычно ровный с быстрыми взмахами крыльев. Как и другие чистиковые, люрики ловят свою добычу в воде. Главной пищей для них являются ракообразные, однако и небольшая рыба относится к их добыче. Перед охотой люрики сбиваются в огромные стаи.
Ареалами гнездования являются прибрежные горные массивы, в которых люрики образуют крупные птичьи базары. Гнездо, в которое они обычно откладывают по одному яйцу, находится в изрезанных ущельями скалистых регионах. Зимой эти птицы совершают перелёты в более южные регионы северного Атлантического океана. Поздние осенние бури могут заставить люриков мигрировать ещё дальше на юг, иногда они долетают до Северного моря.

## Угрозы
Люрики значительно страдают от загрязнения окружающей среды, в особенности от аварий нефтяных танкеров. Из-за своей специализации на веслоногих ракообразных люрики не очень чувствительны к сокращению популяции рыбы вследствие промысла человека. И всё же в Гренландии популяция люриков постепенно сокращается, а в Исландии исчезла полностью. Учёные связывают это с потеплением климата: Calanus glacialis, один из самых крупных и мясистых видов копепод, которыми питается люрик, обитает в ледяной воде среди морского льда, а в более тёплых водах живёт мелкий и худосочный вид — Calanus finmarchicus; глобальное потепление может привести к вытеснению крупных и мясистых ракообразных мелкими, что затрудняет питание люриков.
Основными естественными врагами люриков являются большая полярная чайка (Larus hyperboreus) и песец (Alopex lagopus). Наблюдалось также, как яйца люриков поедали белые медведи (Ursus maritimus).

## Галерея

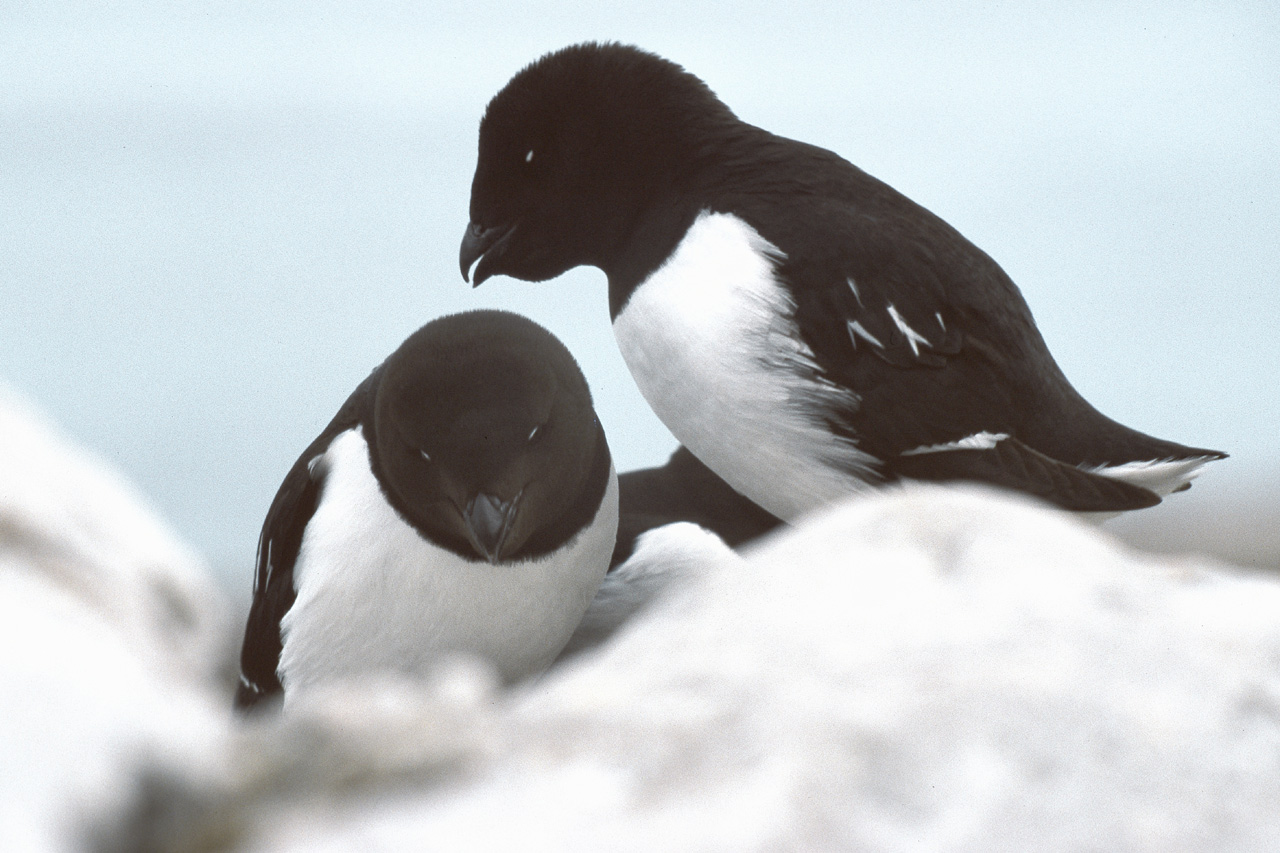
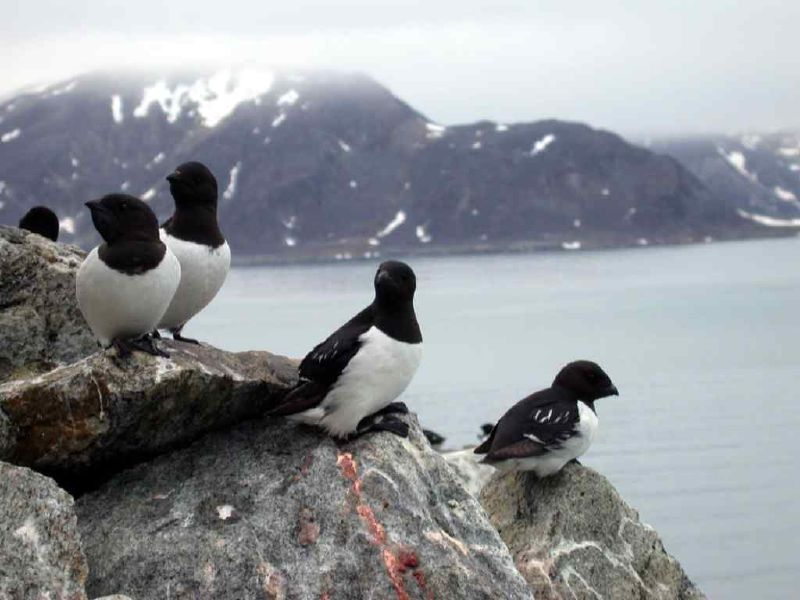
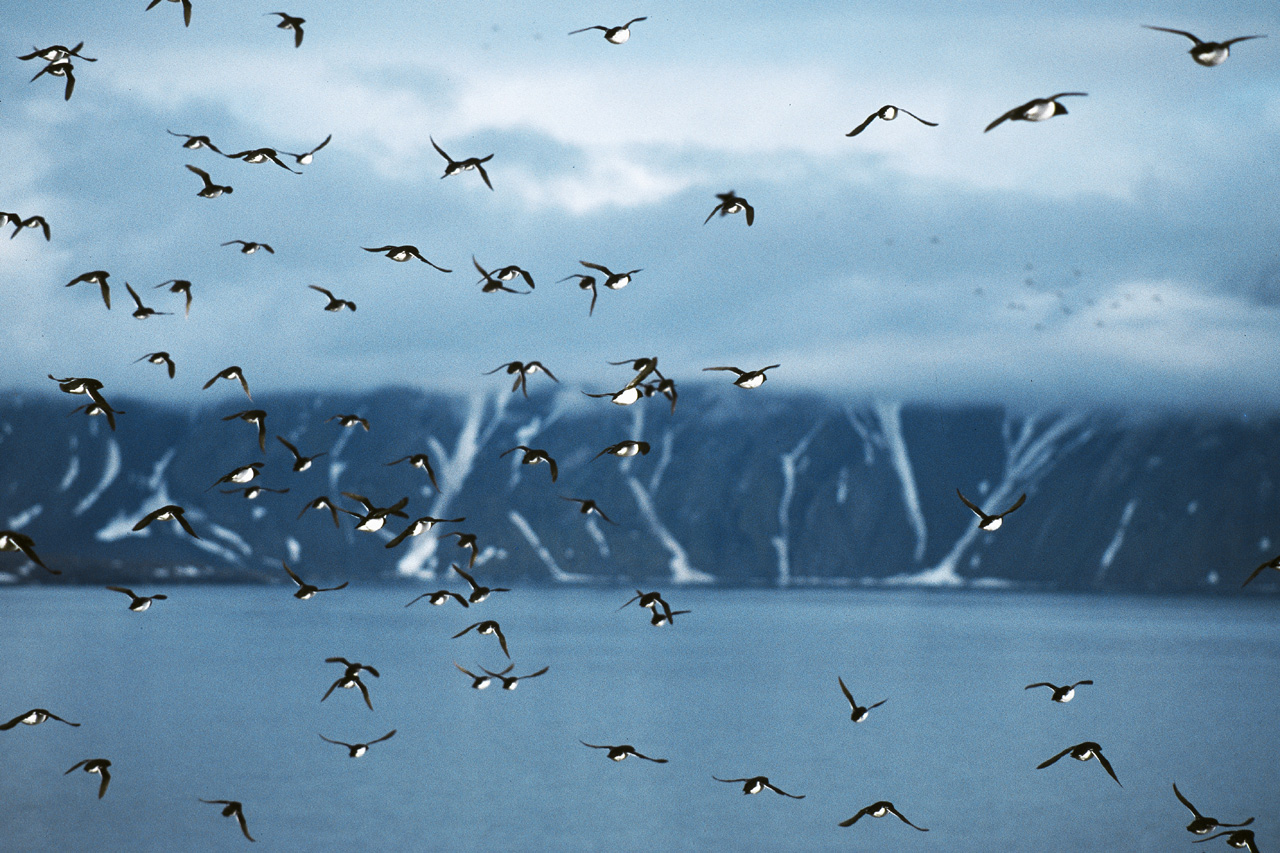
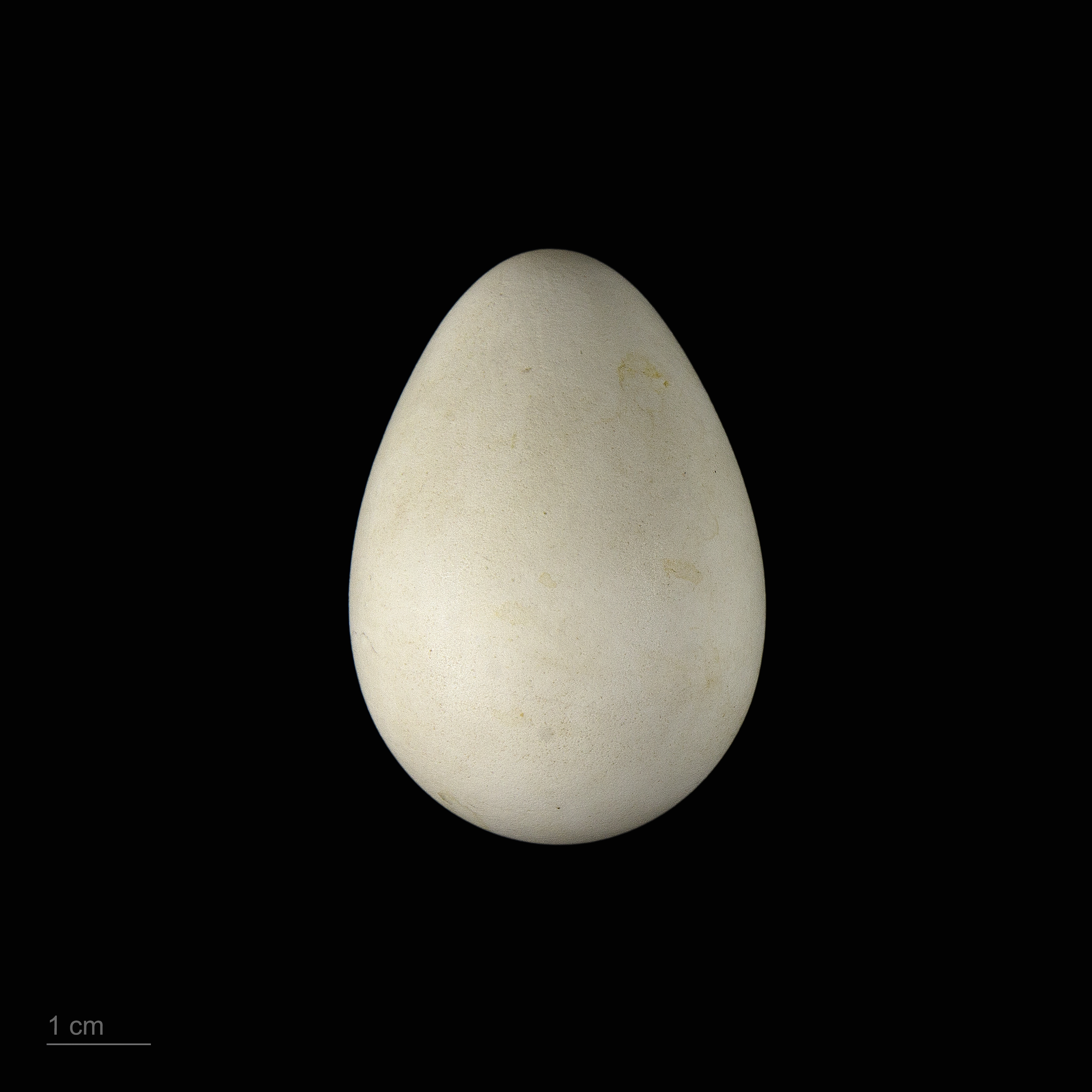
яйцо Alle alle -  Тулузский музей